# Trent, Texas
Trent är en ort i Taylor County i delstaten Texas, USA.